# Пираты тёмной воды
«Пираты тёмной воды: Сага начинается» (англ. «The Pirates Of Dark Water: The Saga Begins») — приключенческий мультсериал в жанре фэнтези производства компании Hanna-Barbera, США, 1991 год. Был выпущен 21 эпизод, однако  из-за высокой стоимости сериал не был завершён и в 1993 году был закрыт.
Стэнли Мартин Либер − американский писатель, редактор и создатель персонажей комиксов, а также бывший президент и председатель совета директоров издательства Marvel Comics по просьбе фанатов создал комикс из 9-ти выпусков в дополнение к сериалу.
Также компания Sunsoft в 1994 году выпустила две различные игры по мотивам сериала: The Pirates of Dark Water для Sega Mega Drive, и The Pirates of Dark Water для Super Nintendo, которые в некоторой степени закончили основную сюжетную линию.

## Сюжет
Место действия − другой мир, планета под названием Мер. Главный герой − 17-летний Рен, обычный юноша, живущий на маяке у нашедшей его в детстве женщины Дженны. Во время шторма он спасает старика, разбившегося на лодке о прибрежные скалы. Старик, умирая, успевает поведать юноше тайну: Рен − принц Октопона, а старик, который оказывается королём Праймусом, − его отец, бежавший из многолетнего плена у Лорда Блофа, капитана пиратского корабля «Мальстрём» (The Maelstrom). Рен должен спасти своё королевство и всю планету Мер от нашествия Тёмной воды, отыскав легендарные тринадцать Сокровищ Рулла (второй вариант названия − «Правления», т.е. англ. Treasures of Rule).
Найди Аломара... скажи, Праймус бежал от короля пиратов Блофа... Ищи его в огне и тьме, Рен... мой сын!
умирающий Праймус
Юноша не поверил рассказу старика, приняв его за душевнобольного. Рен пересказал Дженне разговор со стариком. Но, к его удивлению, она подтвердила, что старик не безумец, он и правда является отцом Рена. Женщина отдала Рену сломанный меч-ключ, принадлежавший его отцу, и сказала, что Аламар обитает на острове Аббатство Галдебар. Но не успевает Рен отправиться на поиски, как сам попадает на корабль Блофа. Его ловит по приказу Блофа Ниддлер, крылатая обезьяна. Оказывается, Блоф видел, как юноша спас Праймуса, и теперь он хочет узнать, выжил ли тот и не рассказал ли старик про Сокровища. Блоф представился перед Реном, не догадываясь что перед ним − принц Октопона, и спросил, знает ли мальчишка, где прячется Праймус. Рен был в ярости, поняв, кто пред ним. Он сказал, что не будет разговаривать с тюремщиком своего отца. Блоф догадался, что мальчишка знает что-то о Сокровищах Рулла. После 17 лет поисков и бесполезных попыток выведать информацию у старика, он решает, что мальчишка − шанс заполучить сокровища.
Едва спасшийся из лап Блофа при помощи перешедшего на его сторону Ниддлера Рен отправился в Аббатство Галдебар. Монах, живущий в аббатстве, вручает принцу магический компас, который указывает путь к сокровищам Рулла, и показал Рену путь к Аламару. После выясняется, что Аламар не человек, а дракон, охраняющий знание, где и как найти сокровища. Он показывет Рену магическую запись, но в этот момент нападают пираты Блофа. Аламар пытается их задержать, чтобы принц и Ниддлер могли скрыться, но оказывается побеждённым. Рен решает вернуться и вступить в бой, но поздно − Аламар погибает в бою. Рену и Ниддлеру остаётся только бежать.
Принц Рен размышляет, как отправиться на поиски сокровищ, однако понимает что без хорошего судна и команды он далеко не продвинется. В таверне острова Янда-таун он собирает неординарную, но преданную команду: к нему присоединяются бывшая официантка, а ныне воительница из Андоруса Тула, обладающая магическими способностями и бывалый пират Йоз, реквизировавший у своих бывших товарищей быстроходный корабль «Призрак». Вместе они отправляются на поиски Сокровищ Рулла, чтобы освободить планету Мер от нашествия Тёмной воды, остановить Повелителя тьмы и возродить ныне забытое королевство Октопон.

## Персонажи

### Главные герои
- Рен (англ. Ren) (озвучен Джорджом Ньюберном) — наследный принц Октопона, честный и благородный. Его миссия − найти тринадцать Сокровищ Рулла и спасти мир от Тёмной воды, используя их магическую силу.
- Ниддлер (англ. Niddler) (изначально озвучен Родди Макдауэллом в минисериях, позже озвучен Фрэнком Уэлкером в телесериале) — летающая обезьяна, любит манговые плоды и вообще довольно прожорлив. Был рабом Блофа, но после того, как Ниддлера чуть не бросили к констриктусу, решил сбежать от него и помогать Рену в его поисках. Единственный из команды умеет летать, чем вносит весомый вклад в поиски сокровищ.
- Йоз (англ. Ioz) (озвучен Гектором Элизондо в минисериях и первом сезоне, Джимом Каммингсом позднее начиная со второго сезона) — пират, вор, сорвиголова и искатель сокровищ. Присоединился к Рену, когда услышал в таверне разговор Рена и Ниддлера о сокровищах. С тех пор постоянно ворчит, что в этом приключении золото можно только потерять, а не найти, но, увлечённый благородной целью Рена, продолжает искать Сокровища Рулла вместе с ним. У Йоза есть младшая сестра Золия, очень похожая на него внешне и столь же циничная охотница за сокровищами.
- Тула (англ. Tula) (озвучена Джоди Бенсон) — девушка-экомант с острова Андорус, способна повелевать живыми существами и стихиями. Присоединилась к команде, имея тайные мотивы, − освободить из плена Блофа её соплеменника Терона, фактически обменяв его на магический компас и первое сокровище Рулла. Позже, узнав, что задача, ради которой она решилась на предательство (спасти родной остров от увядания, не зная, что он был уничтожен Тёмной водой за время её отсутствия), лишена смысла, вернулась на сторону Рена и стала его верным соратником, испытывая к нему взаимную симпатию.
- Дженна (англ. Gianna) (озвучена Линда Гэри) — бывший участник экспедиции по поискам Сокровищ Рулла. Воспитывала Рена все 17 лет.
- Терон (англ. Teron) (озвучен Дэном О'Херлихи) — колдун, способный управлять природой планеты Мер. Был пленником Блофа после того, как его родной остров Андорус поглотили Тёмные воды. После освобождения вернулся на родину, занявшись восстановлением родного острова.
- Праймус (англ. Primus) — бывший король Октопона, отец Рена. Отправился в поиски Сокровищ Рулла. После столкновения с Блофом он попросил своих лучших друзей (большинство сокровищ было у Крей) спрятать найденные первые семь Сокровищ и компас.
- Крей (англ. Cray) (озвучена Б.Дж. Уард) — женщина-алхимик, бывшая любовница Праймуса. У неё есть вечный враг − Дженна, из-за того, что она отбила у неё Праймуса. Когда Крей пыталась добыть немного Тёмной воды, она встретила Рена и его команду. Приняла Рена за его отца и, приняв Тулу за его очередную любовницу, заколдовала её, чтобы Рен, Йоз и Ниддлер добыли немного Тёмной воды. Набрав её в мешок из левиафановой кожи, принц передал её Крей. После экспериментов с ней женщина вернула себе молодость, но не учла обратный эффект − Тёмная вода сожгла её тело. Перед смертью она передала сокровища Рену.
- Зули (англ. Zoolie) (озвучен Ричард Готье) — пират, лучший друг Йоза, хозяин игорного дома в Янда-тауне.

### Главные злодеи
- Блоф (англ. Bloth) (озвучен Броком Питерсом) — жестокий и безжалостный капитан пиратского корабля-крепости "Мальстрём", гроза морей Мера, вселяющий неподдельный страх даже в собственных подчиненных. Преследует Рена на всех двадцати морях планеты в поисках Сокровища Рулла, мечтая подчинить себе Тёмную воду, а через это и весь Мер. В прошлом, не сумев добиться ответов от Праймуса о местонахождении сокровищ, разграбил и сжег родной город Рена, Октопон, что стало одной из причин падения королевства.
  - Мантус (англ. Mantus) (озвучен Питером Калленом) — правая рука Блофа, отличный воин и тренер наездников на дагронах (своенравных летающих ящерах наподобие драконов) на "Мальстрёме". По этим причинам является первым в команде после своего капитана и пользуется его полным доверием.
  - Конк (англ. Konk) (озвучен Тимом Карри) — мелкий, одноногий, но настырный и хитрый пират с корабля Блофа. Больше всего неприятностей главным героям причиняет именно он. Единственный до Рена, кто выжил после встречи с констриктусом (гигантским питомцем Блофа, которому он обожает скармливать пленников и провинившихся пиратов из команды), но при этом потерял ногу.
- Джоат  (англ. Joat) (озвучен Андре Стойка) — пират на судне Блофа, похожий на конелюда. Ненавидит Йоза. Когда-то он угнал самый быстроходный корабль Джоата. Во время битвы между с Йозом, злодей чуть не лишил его глаза и оставил шрам на его лице, а тот отрубил ему руку.
- Слэгон - ученый-биомеханик и аферист. Специализируется на гибридизации живых существ, а так же предоставляет различные услуги иноземцам за фактически грабительские суммы (будь то выделение проводника, помощь в уничтожении монстра или заказное убийство).
- Хранитель тьмы (англ. Keeper of Darkness) (озвучен Фрэнком Уэлкером) — также известен как Даркдвеллер. Злобное существо живущее под земной корой Мера, истинный повелитель Тёмной воды и демонов-прислужников. Его задача − погрузить Мер во тьму, полностью затопив его Тёмной водой и поглотив всё живое. Только тринадцать Сокровищ Рулла способны противостоять этому чудовищу.
  - Морфо (англ. Morfo) (озвучен Фрэнком Уэлкером) — алхимик. Занявшись исследованием Тёмной воды, превратился в двуличного монстра (в буквальном и переносном смысле). В последующем стал служить в команде Блофа, вероятно, преследуя ту же цель, что и остальные слуги Хранителя тьмы - отыскать Сокровища Рулла, чтобы затем уничтожить их.
  - Караптус - крылатый демон, прислужник Хранителя тьмы. Изначально, когда Тёмная вода впервые появились в морях Мера, был отправлен своим хозяином разбросать Сокровища Рулла по планете в самых недоступных местах. Во время миссии короля Праймуса всячески пытался мешать добыть Сокровища, пока не был пойман в ловушку на острове Бенджамар. В дополнении к сверхъественной физической силе обладает способностью создавать иллюзии, с помощью которых манипулировал Реном в попытке освободиться из плена.
  - Тёмные последователи (англ. Dark Disciples) — это люди, которые попробовали на вкус Тёмную воду и стали пожизненными рабами Хранителя тьмы. Их могут излечить только Сокровища Рулла.

## Список серий

### Первый сезон
| № общий | № в сезоне | Название                            | Автор сценария                      | Дата премьеры   |
| --- | ---------- | ----------------------------------- | ----------------------------------- | --------------- |
| 1 | 1          | «В поисках приключений» «The Quest» | Лэйн Райшерт, Марк Янг и Келли Уард | 25 февраля 1991 |
| Рен узнаёт, что он является сыном (ныне покойного) короля Праймуса. Попадает в плен к Блофу но затем сбегает от него с новым другом Ниддлером, и они отправляются в корабельный порт. Там они сдружились с пиратом по имени Йоз и беглой девушкой по имени Тула. |            |                                     |                                     |                 |
| 2 | 2          | «Бесчестье (Позор)» «Dishonor»      | Лэйн Райшерт, Марк Янг и Келли Уард | 26 февраля 1991 |
| Горячо преследуемый Блофом, Рен и компания ищут убежища в лабиринте морских пещер, где Бледные Воины строят свой дом. Рен обнаруживает, что его спутники не те, кем они кажутся, и не все они полностью заслуживают доверия.                                     |            |                                     |                                     |                 |
| 3 | 3          | «Разрыв» «Break Up»                 | Лэйн Райшерт и Билл Масени          | 27 февраля 1991 |
| С обоими, компасом и первым украденным сокровищем, Рен и компания преследуют воров на острове Пандава, родине обезьяно-птиц. Остров находится в разгаре восстания, поскольку народ Ниддлера пытаются освободиться от хищничества работорговцев.                  |            |                                     |                                     |                 |
| 4 | 4          | «Предательство» «Betrayal»          | Лэйн Райшерт и Билл Масени          | 28 февраля 1991 |
| 5 | 5          | «Победа» «Victory»                  | Кристина Лаки и Ларен Брайт         | 1 марта 1991    |

### Второй сезон
| № общий | № в сезоне | Название                                      | Автор сценария                             | Дата премьеры   |
| ------- | ---------- | --------------------------------------------- | ------------------------------------------ | --------------- |
| 6       | 1          | «Андорус» «Andorus»                           | Питер Лоуренс, Кристина Лаки и Ларен Брайт | 19 октября 1991 |
| 7       | 2          | «Капля тьмы» «A Drop of Darkness»             | Ларен Брайт и Кристина Лаки                | 26 октября 1991 |
| 8       | 3          | «Чудовище и колокол» «The Beast and the Bell» | Неизвестно                                 | 2 ноября 1991   |
| 9       | 4          | «Панацея» «Panacea»                           | Неизвестно                                 | 9 ноября 1991   |
| 10      | 5          | «Король Нидлер» «King Niddler»                | Неизвестно                                 | 16 ноября 1991  |
| 11      | 6          | «Коллекция» «The Collection»                  | Неизвестно                                 | 23 ноября 1991  |
| 12      | 7          | «Маленький Левиафан» «The Little Leviathan»   | Неизвестно                                 | 30 ноября 1991  |
| 13      | 8          | «Хранитель Тьмы» «The Dark Dweller»           | Неизвестно                                 | 7 декабря 1991  |

### Третий сезон
| № общий | № в сезоне | Название                                             | Автор сценария | Дата премьеры  |
| ------- | ---------- | ---------------------------------------------------- | -------------- | -------------- |
| 14      | 1          | «Тёмные последователи» «The Dark Disciples»          | Неизвестно     | 8 ноября 1992  |
| 15      | 2          | «Призрачные пираты» «The Ghost Pirates»              | Неизвестно     | 15 ноября 1992 |
| 16      | 3          | «Повелитель дагронов» «The Dagron Master»            | Неизвестно     | 22 ноября 1992 |
| 17      | 4          | «Игроки острова Ундаар» «The Game Players of Undaar» | Неизвестно     | 29 ноября 1992 |
| 18      | 5          | «Чума Пандавы» «The Pandawa Plague»                  | Неизвестно     | 2 мая 1993     |
| 19      | 6          | «Сестра по оружию» «Sister of the Sword»             | Неизвестно     | 9 мая 1993     |
| 20      | 7          | «Похититель душ» «The Soul Stealer»                  | Неизвестно     | 16 мая 1993    |
| 21      | 8          | «Живое сокровище» «The Living Treasure»              | Неизвестно     | 23 мая 1993    |

## Заметки
1. ↑  Руководящий режиссёр